# Đàm Thanh Xuân
Đàm Thanh Xuân (* 11. Januar 1985 in der Sowjetunion) ist eine vietnamesische Schwimmerin und Kampfsportkünstlerin. Sie ist Mitglied der vietnamesischen Wushumannschaft und hat mehrere Medaillen u. a. bei den World Wushu Championships und bei den Südostasienspielen gewonnen.

## Medaillen
| Jahr | Ort         | Ereignis                  | Disziplin                                       | Medaillen |
| ---- | ----------- | ------------------------- | ----------------------------------------------- | --- |
| 1999 | Myanmar     | Asian Wushu Championships | unbekannt                                       | Gold: 3-mal Silber: 1-mal |
| 1999 | Hongkong    | World Wushu Championships | Taolu – Gunshu                                  | Gold vor Lo Nga Ching, Hongkong und Katrina Leung, Kanada                                                                                                 |
| 2000 | Vietnam     | Asian Wushu Championships | unbekannt                                       | Silber: 1-mal Bronze: 3-mal |
| 2001 | Armenia     | World Wushu Championships | Taolu – Gunshu Taolu – Changquan Taolu – Daoshu | Silber hinter Lo Nga Ching, Hongkong Gold zusammen mit Ekaterina Stenicheva, Russland Gold vor Olena Nizamutdinova, Ukraine und Irina Antsygina, Russland |
| 2003 | China       | World Wushu Championships | Taolu – Gunshu                                  | Silber hinter Dasha Tarasova, Russland |
| 2005 | Philippinen | Südostasienspiele         | Taolu – Gunshu Taolu – Changquan Taolu – Daoshu | Gold vor Susyana, Indonesien und Lam Kieu Mu Dung, Vietnam Bronze zusammen mit Chai Fong Wei, Malaysia Silber hinter Aida Yang, Philippinen               |
| 2005 | Vietnam     | World Wushu Championships | Taolu – Gunshu Taolu – Daoshu                   | Gold vor Yulia Chernitsova, Russland und Xu Huihui, Italien Silber hinter Xu Huihui, Italien                                                              |